# I (kana)
A hiragana い, katakana イ, Hepburn-átírással: i, magyaros átírással: i japán kana. Az い a kurzív írású 以 kandzsiból származik, míg az イ a 伊 kandzsi radikálisából vezethető le. A godzsúonban (a kanák sorrendje, kb. „ábécérend”) a második helyen áll. Az い Unicode kódja U+3044, az イ kódja U+30A4. A nemzetközi fonetikai ábécében az i hangnak felel meg.

## Vonássorrend
|  |  |
|  |  |